# 6-Stunden-Rennen von Silverstone 2014

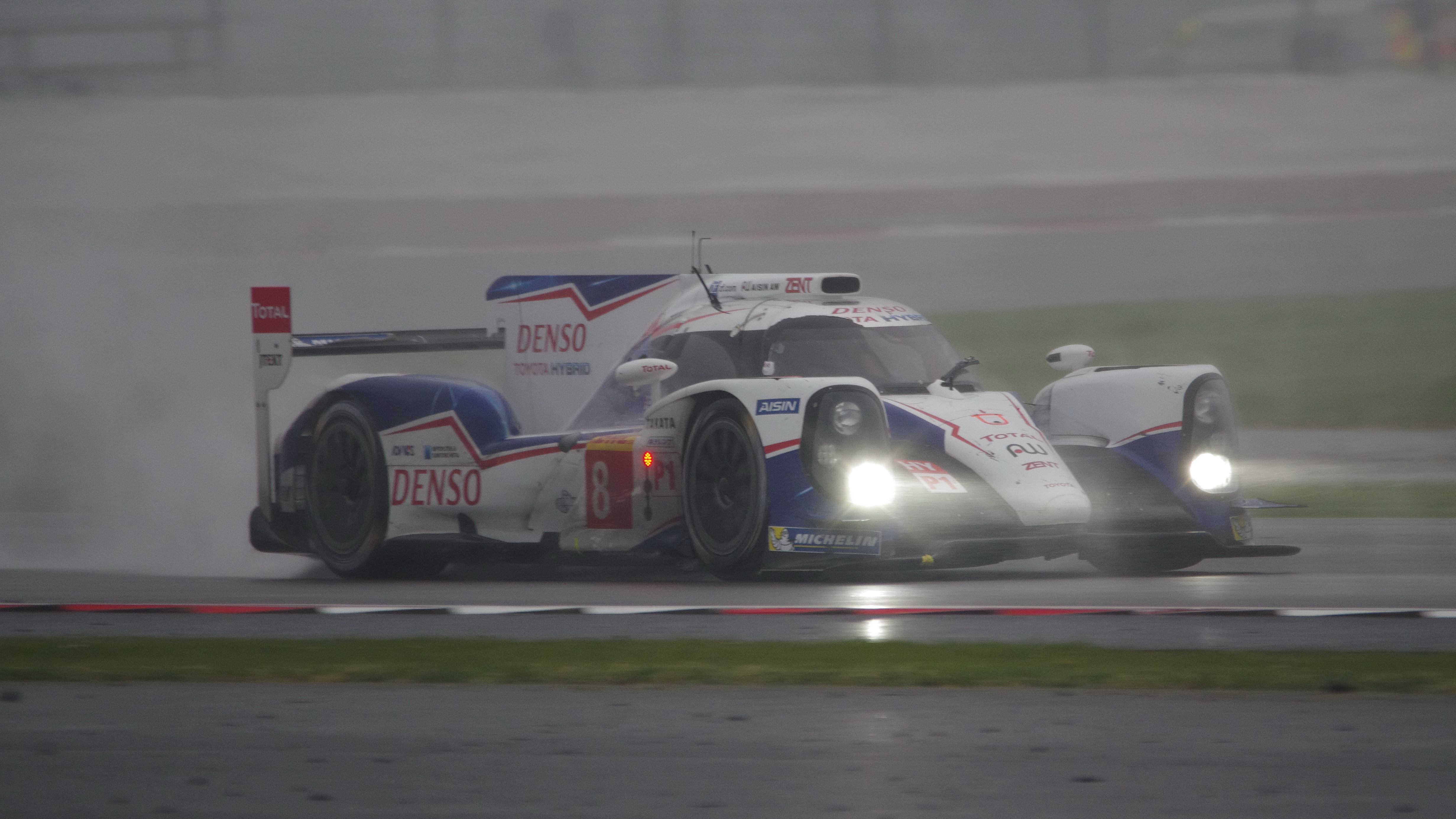
Toyota TS040 Hybrid mit der Startnummer 8; Siegerwagen von Anthony Davidson, Sébastien Buemi und Nicolas Lapierre im strömenden Regen

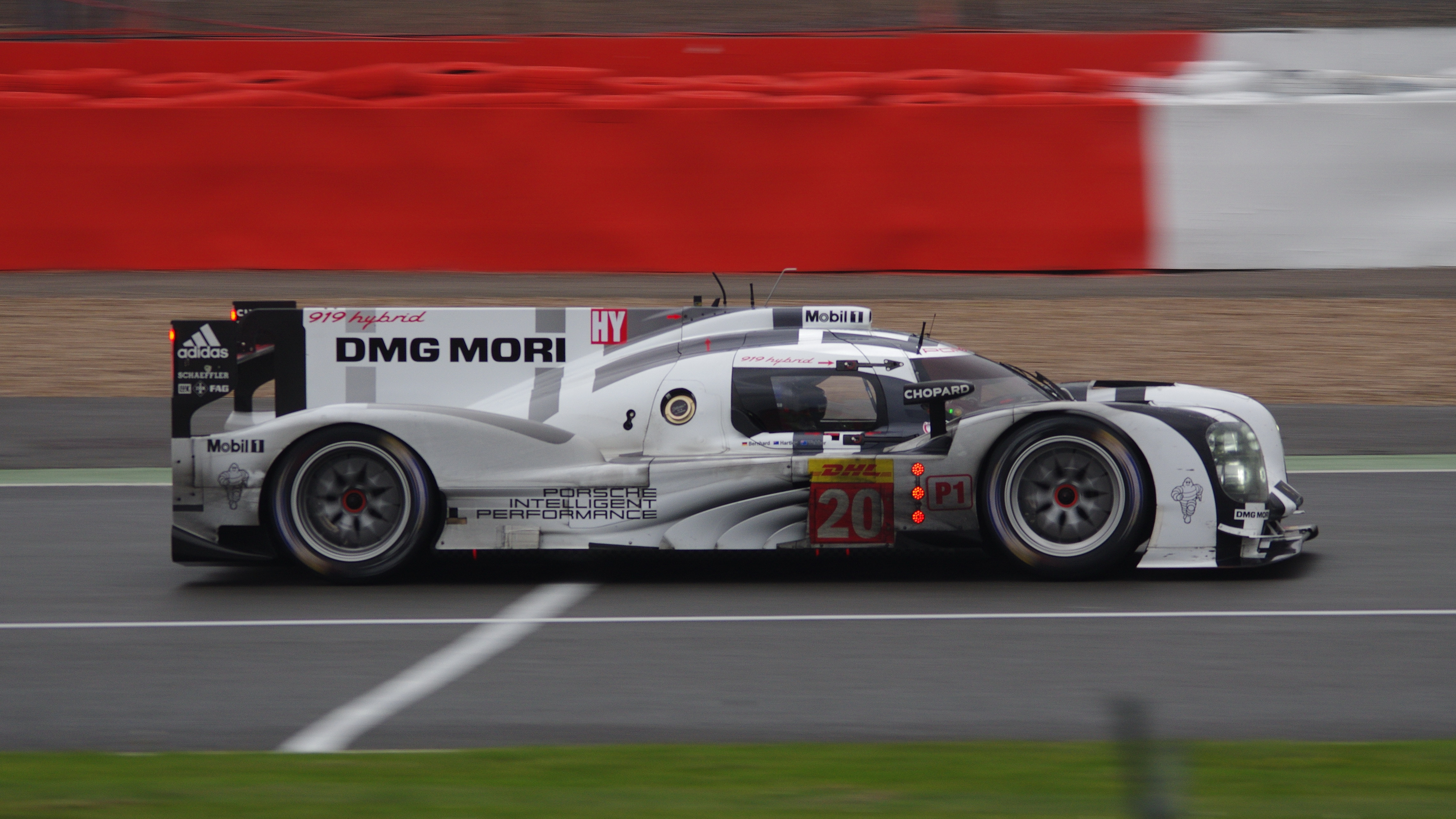
Dritter Gesamtrang beim Renndebüt des Porsche 919 Hybrid; am Steuer der Nummer 20 saßen Timo Bernhard, Brendon Hartley und Mark Webber

Das 6-Stunden-Rennen von Silverstone 2014, auch 6 Hours of Silverstone 2014, fand am 20. April auf dem Silverstone Circuit statt und war der erste Wertungslauf der FIA-Langstrecken-Weltmeisterschaft dieses Jahres.

## Das Rennen
2014 kam mit Porsche ein dritter Hersteller zu Toyota und Audi in die LMP1-Klasse der FIA-Langstrecken-Weltmeisterschaft. In Silverstone gab der Porsche 919 Hybrid sein Renndebüt, Timo Bernhard, Brendon Hartley und der ehemalige Red-Bull-Formel-1-Pilot Mark Webber erreichten im Wagen mit der Startnummer 20 im Rennen den dritten Gesamtrang. Eine halbe Stunde vor dem Erreichen der 6-Stunden-Distanz brach Renndirektor Eduardo Freitas die Veranstaltung ab. Strömender Regen hatte ein Weiterfahren unmöglich gemacht. Anthony Davidson, Sébastien Buemi und Nicolas Lapierre gewannen im Toyota TS040 Hybrid vor den Teamkollegen Alexander Wurz/Stéphane Sarrazin/Kazuki Nakajima.

## Ergebnisse

### Schlussklassement
| 1           | LMP1-H    | 8  | Toyota Racing         | Anthony Davidson Sébastien Buemi Nicolas Lapierre     | Toyota TS040 Hybrid      | 167 |
| 2           | LMP1-H    | 7  | Toyota Racing         | Alexander Wurz Stéphane Sarrazin Kazuki Nakajima      | Toyota TS040 Hybrid      | 166 |
| 3           | LMP1-H    | 20 | Porsche Team          | Timo Bernhard Brendon Hartley Mark Webber             | Porsche 919 Hybrid       | 165 |
| 4           | LMP1-L    | 12 | Rebellion Racing      | Nicolas Prost Nick Heidfeld Mathias Beche             | Lola B12/60              | 159 |
| 5           | LMP2      | 26 | G-Drive Racing        | Roman Rusinov Olivier Pla Julien Canal                | Morgan LMP2              | 154 |
| 6           | LMP2      | 47 | KCMG                  | Matthew Howson Richard Bradley Tsugio Matsuda         | Oreca 03                 | 152 |
| 7           | LMGTE-Pro | 92 | Porsche Team Manthey  | Marco Holzer Frédéric Makowiecki Richard Lietz        | Porsche 911 RSR          | 147 |
| 8           | LMGTE-Pro | 91 | Porsche Team Manthey  | Patrick Pilet Jörg Bergmeister Nick Tandy             | Porsche 911 RSR          | 147 |
| 9           | LMGTE-Pro | 97 | Aston Martin Racing   | Darren Turner Stefan Mücke                            | Aston Martin Vantage GTE | 147 |
| 10          | LMGTE-Pro | 51 | AF Corse              | Gianmaria Bruni Toni Vilander                         | Ferrari 458 Italia GT2   | 147 |
| 11          | LMGTE-Pro | 71 | AF Corse              | Davide Rigon James Calado                             | Ferrari 458 Italia GT2   | 146 |
| 12          | LMGTE-Pro | 52 | Ram Racing            | Matt Griffin Álvaro Parente                           | Ferrari 458 Italia GT2   | 146 |
| 13          | LMP2      | 27 | SMP Racing            | Sergey Zlobin Maurizio Mediani Nicolas Minassian      | Oreca 03                 | 145 |
| 14          | LMGTE-Pro | 99 | Aston Martin Racing   | Darryl O’Young Alex MacDowall Fernando Rees           | Aston Martin Vantage GTE | 144 |
| 15          | LMGTE-Am  | 95 | Aston Martin Racing   | David Heinemeier Hansson Kristian Poulsen Nicki Thiim | Aston Martin Vantage GTE | 144 |
| 16          | LMGTE-Am  | 98 | Aston Martin Racing   | Paul Dalla Lana Pedro Lamy Christoffer Nygaard        | Aston Martin Vantage GTE | 144 |
| 17          | LMGTE-Am  | 81 | AF Corse              | Steve Wyatt Michele Rugolo Sam Bird                   | Ferrari 458 Italia GT2   | 143 |
| 18          | LMGTE-Am  | 88 | Proton Competition    | Christian Ried Klaus Bachler Khaled Al Qubaisi        | Porsche 911 RSR          | 142 |
| 19          | LMGTE-Am  | 53 | Ram Racing            | Johnny Mowlem Ben Collins Mark Patterson              | Ferrari 458 Italia GT2   | 141 |
| 20          | LMGTE-Am  | 61 | AF Corse              | Luís Pérez Companc Marco Cioci Mirko Venturi          | Ferrari 458 Italia GT2   | 141 |
| Ausgefallen |           |    |                       |                                                       |                          |     |
| 21          | LMGTE-Am  | 90 | 8 Star Motorsports    | Enzo Potolicchio Paolo Ruberti Gianluca Roda          | Ferrari 458 Italia GT2   | 118 |
| 22          | LMP1-H    | 2  | Audi Sport Team Joest | André Lotterer Marcel Fässler Benoît Tréluyer         | Audi R18 e-tron quattro  | 94  |
| 23          | LMGTE-Am  | 75 | Prospeed Competition  | François Perrodo Matthieu Vaxivière Emmanuel Collard  | Porsche 997 GT3-RSR      | 83  |
| 24          | LMP2      | 37 | SMP Racing            | Kirill Ladygin Anton Ladygin Viktor Shaitar           | Oreca 03                 | 65  |
| 25          | LMP1-H    | 14 | Porsche Team          | Marc Lieb Romain Dumas Neel Jani                      | Porsche 919 Hybrid       | 30  |
| 26          | LMP1-L    | 13 | Rebellion Racing      | Dominik Kraihamer Andrea Belicchi Fabio Leimer        | Lola B12/60              | 24  |
| 27          | LMP1-H    | 1  | Audi Sport Team Joest | Tom Kristensen Loïc Duval Lucas di Grassi             | Audi R18 e-tron quattro  | 24  |

### Nur in der Meldeliste
Zu diesem Rennen sind keine weiteren Meldungen bekannt.

### Klassensieger
| Klasse    | Fahrer                   | Fahrer              | Fahrer           | Fahrzeug                 | Platzierung im Gesamtklassement |
| --------- | ------------------------ | ------------------- | ---------------- | ------------------------ | ------------------------------- |
| LMP1-H    | Anthony Davidson         | Sébastien Buemi     | Nicolas Lapierre | Toyota TS040 Hybrid      | Gesamtsieg                      |
| LMP1-L    | Nicolas Prost            | Nick Heidfeld       | Mathias Beche    | Lola B12/60              | Rang 4                          |
| LMP2      | Roman Rusinov            | Olivier Pla         | Julien Canal     | Morgan LMP2              | Rang 5                          |
| LMGTE Pro | Marco Holzer             | Frédéric Makowiecki | Richard Lietz    | Porsche 911 RSR          | Rang 7                          |
| LMGTE Am  | David Heinemeier Hansson | Kristian Poulsen    | Nicki Thiim      | Aston Martin Vantage GTE | Rang 15                         |

### Renndaten
- Gemeldet: 27
- Gestartet: 27
- Gewertet: 20
- Rennklassen: 5
- Zuschauer: 43.000
- Wetter am Rennwochenende: erst trocken und bedeckt, dann starker Regen
- Streckenlänge: 5,891 km
- Fahrzeit des Siegerteams: 5:22:42,296 Stunden
- Runden des Siegerteams: 167
- Distanz des Siegerteams: 983,760 km
- Siegerschnitt: 182,900 km/h
- Pole Position: Alexander Wurz – Toyota TS040 Hybrid (#7) – 1:42,509
- Schnellste Rennrunde: André Lotterer – Audi R18 e-tron quattro (#2) – 1:44,217 = 203,500 km/h
- Rennserie: 1. Lauf zur FIA-Langstrecken-Weltmeisterschaft 2014